# Quintus Nasidius

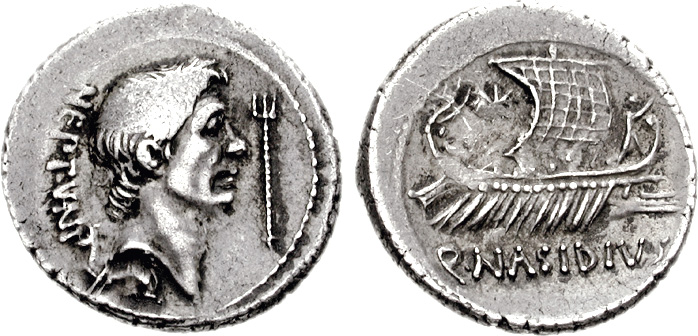
Denarius met aan de voorzijde Sextus Pompeius met drietand en NEPTVNI en aan de keerzijde een schip met het onderschrift Q. NASIDIVS.

Quintus of Lucius Nasidius was een officier van Gnaeus Pompeius Magnus.
Hij werd in 49 v.Chr. er door Pompeius uitgestuurd met een vloot van zestien schepen om Massilia te ontzetten, toen het werd belegerd door Caesars troepen, onder het commando van Decimus Iunius Brutus. Hij was echter niet in staat zijn doel te bereiken, werd verslagen door Brutus, en vluchtte naar Africa, waar hij het commando over Pompeius' vloot schijnt te hebben gehad. Na de verovering van de provincia Africa door Caesar, vluchtte Nasidius waarschijnlijk naar Hispania en volgde de fortuinen van Pompeius' partij, maar hij wordt een tijdlang niet vermeld in onze bronnen. We horen pas in 35 v.Chr. terug van hem, wanneer hij wordt vermeld als een van de voornaamste officieren van Sextus Pompeius, die naar Marcus Antonius overliep toen Sextus aan de verliezende kant was. Hij bleef trouw aan Antonius tijdens de burgeroorlog tussen hem en Octavianus, en voerde het bevel over Antonius' vloot, die door Marcus Vipsanius Agrippa werd verslagen bij Patrae in 31 v.Chr., voorafgaan aan de beslissende slag bij Actium.

## Referentie
- W. Smith, art. Nasidius, Q. or L., in W. Smith (ed.), A dictionary of Greek and Roman biography and mythology, II, Londen, 1870, p. 1142.